# Nava del Rey
Nava del Rey – gmina w Hiszpanii, w prowincji Valladolid, w Kastylii i León, o powierzchni 126,1 km². W 2011 roku gmina liczyła 2103 mieszkańców.